# Sergio Rogalto
Sergio Rogalto (Monterrey,  8 de abril de 1992) es un actor y modelo mexicano.

## Filmografía

### Telenovelas
| Año       | Título                               | Rol               |
| --------- | ------------------------------------ | ----------------- |
| 2020-2021 | Falsa identidad                      | Humberto Castillo |
| 2019      | Un poquito tuyo                      | Johnny Green      |
| 2018      | José José, el príncipe de la canción | Adolfo De Anda    |
| 2016-2017 | Vino el amor                         | Oficial Drake     |

#### Serie de televisión
| Año       | Título                | Rol                  |
| --------- | --------------------- | -------------------- |
| 2022      | Señorita 89           | Leonardo Springall   |
| 2021      | No fue mi culpa       | /                    |
| 2019      | Yankee                | Agent de ICE         |
| 2018      | Por la máscara        | Agente Carter        |
| 2018      | The Romanoffs         | Conserje de edificio |
| 2018      | Un extraño enemigo    | Agente de la CIA     |
| 2015-2018 | Como dice el dicho    | Varios episodios     |
| 2017      | Club de Cuervos       | Director de futbol   |
| 2017      | Su nombre era Dolores | Agente               |
| 2015      | Mutantes              | León                 |

### Movie roles
| Año  | Película                          | Rol           |
| ---- | --------------------------------- | ------------- |
| 2023 | Nosotros, los de la fe            | Evan Beltrán  |
| 2022 | Love at Mariposa Beach            | James         |
| 2021 | Barb and Star Go To Vista del Mar | Bellhop       |
| 2019 | Maria                             | Julián        |
| 2019 | Amor mutante                      | Genaro        |
| 2018 | Tan lejos de Dios                 | Juan Davila   |
| 2016 | EnamorDados                       | Edward Weston |
| 2015 | Demonoid 1971                     | Leonardo      |
| 2015 | Silla                             | Director      |
| 2013 | El hombre de las gerberas         | César         |
| 2013 | Entrada y salida                  | Raúl          |
| 2013 | Soledad                           | Emiliano      |
| 2010 | Tu dulce voz                      | /             |